# Kuoliosaari (ö i Tervo, Liesjärvi)
Kuoliosaari är en ö i Finland. Ordet kuoliosaari åsyftar att ön har varit begravningsplats. Ön ligger i sjön Liesjärvi och i kommunen Tervo i den ekonomiska regionen  Inre Savolax och landskapet Norra Savolax, i den centrala delen av landet, 300 km norr om huvudstaden Helsingfors. Öns area är 0,2 hektar och dess största längd är 80 meter i sydöst-nordvästlig riktning.